# Julia Spetsmark
Julia Spetsmark (Arvika, 1989. június 30. –) svéd női válogatott labdarúgó. A francia FC Fleury 91 középpályása.

## Pályafutása

### Klubcsapatban
Arvikában született és a labdarúgást a Värmland megyében sajátította el. A Jössefors, az Eda és a Kronans együttesei után az első osztályú Mallbackenhez került, azonban a zöld-fehéreknél nem sikerült kiharcolniuk a benntmaradást és a karlstadi QBIK-hoz távozott a 2006-os szezon végeztével. Új klubjával előző évi kálváriája megismétlődött és újra búcsúzni kényszerült a Damallsvenskantól.

#### Örebro
Néhány másodosztályú szezon után fogadta el a KIF Örebro FF ajánlatát és egy bajnoki ezüstérmet szerzett a gárdával.

#### Manchester City
2018-ban egy rövid angliai időszak következett a Manchester Citynél.

#### Djurgården
Hazatérve a Djurgårdennél egy erős szezont produkált.

#### North Carolina Courage
Teljesítménye felkeltette a North Carolina Courage érdeklődédét és a 2019-es NWSL idényében a bajnokságot és az alapszakaszt (NWSL Shield) is megnyerte a Párducokkal. 12 meccsen kapott lehetőséget és két találatig jutott.

#### Benfica
A portugál Benfica 2020. január 24-én szerződtette. A februári SC Braga elleni Ligakupa mérkőzésen lépett első alkalommal pályára a Szent Palástban, és a Sporting CP elleni városi rangadón a 14. percben szerezte meg a vezetést csapatának.
A koronavírus miatt félbeszakított bajnokságban mindössze két mérkőzésen tudott pályára lépni.

#### Fleury 91
2020 júniusában Franciaország felé vette az irányt és leszerződött a Fleury gárdájához.

### A válogatottban
2016. október 21-én az Irán elleni barátságos mérkőzés 62. percében Mimmi Larsson cseréjeként mutatkozhatott be a válogatottban. A 2017-es Európa-bajnokságon tagja volt a svéd keretnek.

## Sikerei, díjai

### Klubcsapatokban
Észak-amerikai bajnok (2):
- NWSL bajnok (1):
  - North Carolina Courage (1): 2019
- NWSL Shield győztes (1):
  - North Carolina Courage (1): 2019

1-szeres Nemzetközi Bajnokok Kupája ezüstérmes:
- North Carolina Courage: 2019[11]

## Statisztikái

### Klubcsapatokban
2020. november 1-el bezárólag
| Klub                   | Szezon           | Bajnokság | Bajnokság | Kupa  | Kupa | Nemzetközi | Nemzetközi | Össz. | Össz. |
| Klub                   | Szezon           | Mérk.     | Gól       | Mérk. | Gól  | Mérk.      | Gól        | Mérk. | Gól   |
| ---------------------- | ---------------- | --------- | --------- | ----- | ---- | ---------- | ---------- | ----- | ----- |
| QBIK Karlstad          | 2011             | 22        | 11        | 0     | 0    | 0          | 0          | 22    | 11    |
| QBIK Karlstad          | 2012             | 23        | 12        | 0     | 0    | 0          | 0          | 23    | 12    |
| QBIK Karlstad          | Összesen         | 45        | 23        | 0     | 0    | 0          | 0          | 45    | 23    |
| Sunnanå SK             | 2013             | 21        | 3         | 1     | 0    | 0          | 0          | 22    | 3     |
| Sunnanå SK             | Összesen         | 21        | 3         | 1     | 0    | 0          | 0          | 22    | 3     |
| KIF Örebro DFF         | 2014             | 20        | 1         | 3     | 0    | 0          | 0          | 23    | 1     |
| KIF Örebro DFF         | 2015             | 22        | 2         | 3     | 1    | 0          | 0          | 25    | 3     |
| KIF Örebro DFF         | 2016             | 21        | 3         | 2     | 0    | 4          | 1          | 27    | 4     |
| KIF Örebro DFF         | 2017             | 22        | 6         | 3     | 1    | 0          | 0          | 25    | 7     |
| KIF Örebro DFF         | Összesen         | 85        | 12        | 12    | 2    | 4          | 1          | 101   | 15    |
| Manchester City        | 2017–2018        | 3         | 0         | 1     | 0    | 0          | 0          | 4     | 0     |
| Manchester City        | Összesen         | 3         | 0         | 1     | 0    | 0          | 0          | 4     | 0     |
| Sunnanå SK             | 2018             | 11        | 6         | 0     | 0    | 0          | 0          | 11    | 6     |
| Sunnanå SK             | Összesen         | 11        | 6         | 0     | 0    | 0          | 0          | 11    | 6     |
| North Carolina Courage | 2019             | 12        | 2         | 0     | 0    | 1          | 0          | 13    | 2     |
| North Carolina Courage | Összesen         | 12        | 2         | 0     | 0    | 0          | 0          | 13    | 2     |
| Benfica                | 2020             | 2         | 1         | 4     | 4    | 0          | 0          | 6     | 5     |
| Benfica                | Összesen         | 2         | 1         | 4     | 4    | 0          | 0          | 6     | 5     |
| Fleury 91              | 2020             | 7         | 2         | 0     | 0    | 0          | 0          | 7     | 2     |
| Fleury 91              | Összesen         | 7         | 2         | 0     | 0    | 0          | 0          | 7     | 2     |
| Karrier összesen       | Karrier összesen | 186       | 49        | 18    | 6    | 5          | 1          | 209   | 49    |

### Válogatottban
2017. november 27-el bezárólag
| Válogatott | Szezon   | Mérk. | Gól |
| ---------- | -------- | ----- | --- |
| Svédország |          |       |     |
| 2016       | 1        | 0     |     |
| 2017       | 3        | 0     |     |
| Összesen   | Összesen | 4     | 0   |